# 瓦蓋努恩
36°46′N 4°08′E / 36.767°N 4.133°E

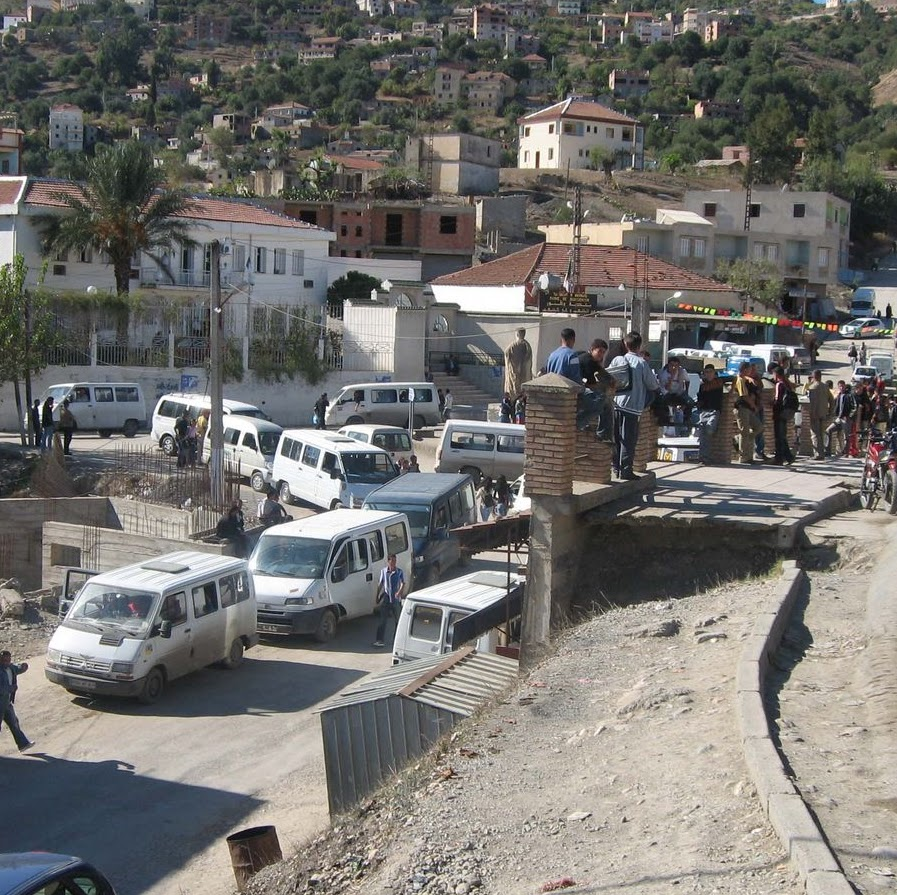
瓦蓋努恩

瓦蓋努恩（阿拉伯语：‎），是阿爾及利亞的城鎮，位於該國北部，由提濟烏祖省負責管轄，是瓦蓋努恩區的首府，面積40平方公里，海拔高度254米，2008年人口17,425，人口密度每平方公里438人。